# 고니오

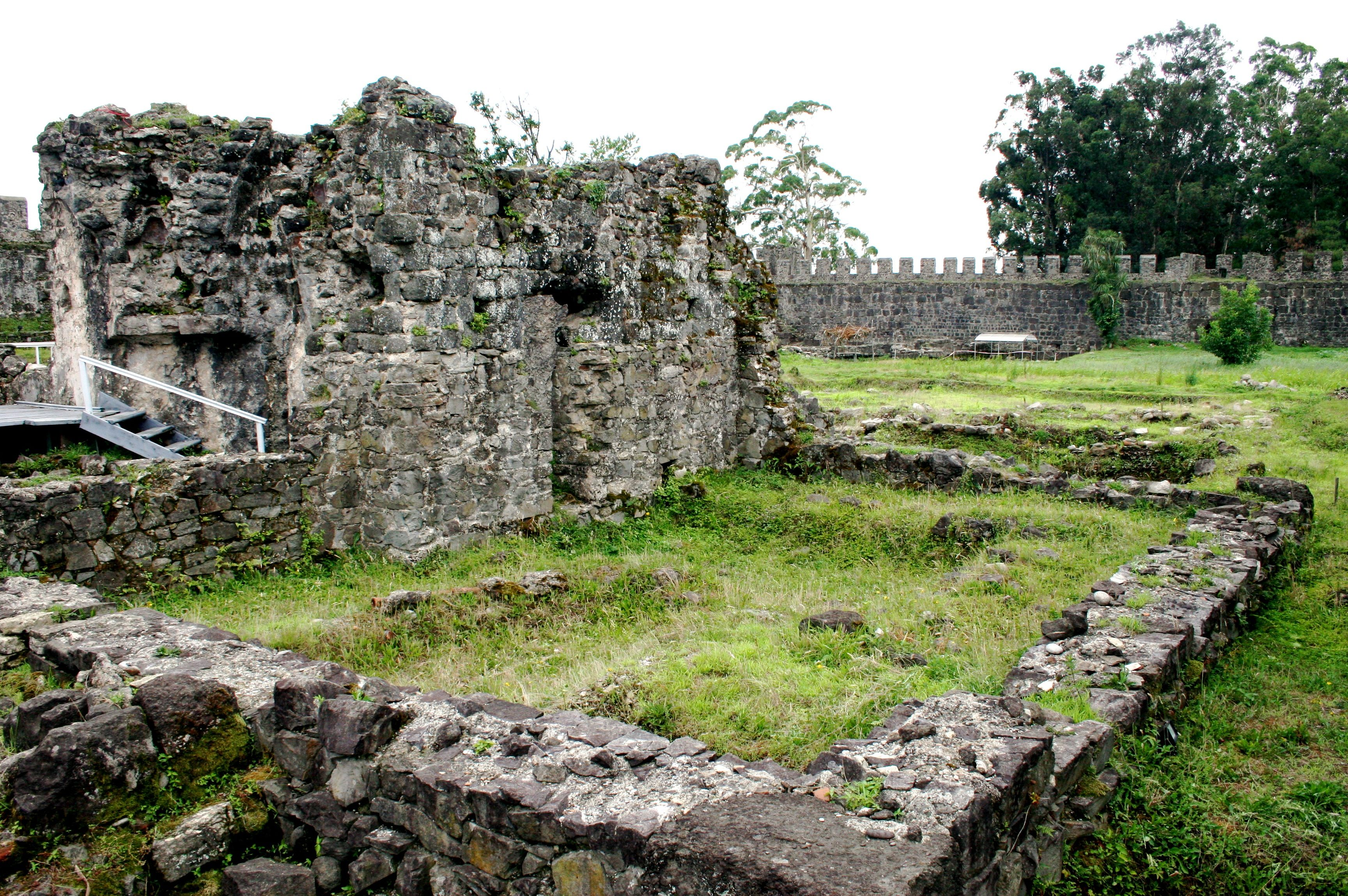
요새 안에 있던 목욕탕의 흔적.

고니오 요새(조지아어: გონიოს ციხე, 과거에는 압사로스, 또는 압사룬토스로 불렸음)은 아드자라 흑해연안의 초로키 어귀, 바투미의 15km 남쪽에 있는 로마의 요새이다. 이 마을은 터키 국경의 4km 북쪽에 위치한다.
고니오 요새에 대한 가장 오래된 문헌은 '자연의 역사(1세기)에서 대 플리니에 의한 문헌이라고 한다. 또한 아피안의 미트다라다티크 전쟁 (2세기)의 문헌에서도 참조된다. 2세기에, 고니오는 콜키스에 속한 요새화가 잘된 로마의 도시였다. 그 마을은 극장과 경기장으로도 이름났다. 고니오는 나중에 비잔티움 제국의 영향권 하에 들게 된다. "고니오"의 이름은 14세기에 미카엘 파나레토스가 밝혀냈다. 게다가 잠깐이나마 활발했던 제노에세 상업 거래소도 그 곳에 있었다. 1547년에 고니오는 오스만 제국에게 점령당했고 1878년 산-스테파노 조약으로 해방되었지만, 아자리야 자체가 러시아 제국의 일부분이 되었다.
12사도 가운데 한 명인 성 마티아의 무덤이 고니오 요새 내에 있다고 믿어진다. 그러나 조지아 정부가 무덤 추정 위치 부근 발굴을 현재는 금지하고 있기 때문에 사실인지는 밝혀지지 않았다. 다른 고고학자들은 로마 시대의 지층들에 초점을 맞춰 어떠한 방식으로라도 요새에서 무덤의 위치를 찾고 있다.
고니오는 현재 관광 산업이 붐을 이루고 있다. 대부분의 여행객들은 여름에 트빌리에서 (고니오 북쪽으로 15km의) 바투미 해변 보다 일반적으로 더 청정하게 여겨지는 해변을 즐기기 위해서 고니오를 찾는다.

## 참고
- Kakhidze, Emzar, Recent Archaeological Finds in Apsarus. Third International Congress on Black Sea Antiquities, 2005.
- Pictures of Gonio castle